# Arnold Layne
Arnold Layne ist die A-Seite der ersten Single der britischen Rockband The Pink Floyd, später einfach nur noch Pink Floyd. Erst kurz zuvor hatte die Band einen Vertrag bei EMI erhalten. Das Lied, obwohl kaum im Rundfunk gespielt und wegen seines damals als sittenwidrig empfundenen Inhalts von Radio London auf den Index gesetzt, war der erste Chart-Erfolg der Band und läutete zusammen mit der B-Seite Candy and a Currant Bun die psychedelische Phase von Pink Floyd ein.
Der Song entstammt der Feder Syd Barretts, dem Mitbegründer und originären Frontman der Band. Wenngleich Arnold Layne nicht auf dem Debütalbum The Piper at the Gates of Dawn erschien, ist der Song auf mehreren Kompilationen zu finden, wie Relics (1971), Works (1983) und Echoes: The Best of Pink Floyd (2001).

## Liedtext
Bei der Titelfigur des Songs handelt es sich um einen Kleiderfetischisten, der seine Zeit gerne damit verbringt, Damenbekleidung und Unterwäsche von Wäscheleinen zu stehlen. Laut Roger Waters war Vorbild für „Arnold Layne“ eine in der Nachbarschaft wütende, reale Person. Sinngemäß äußerte er, dass sowohl seine als auch Syds Mutter Studentinnen als Mieter bei sich untergebracht hatten. Diese hätten an Waschtagen, also nahezu jeden Tag, die Wäscheleinen in den Gärten der Familien mit Schlüpfern und Büstenhaltern behängt. An den aufgehängten Kleidungsstücken habe sich der Fetischist bedient, der allerdings – im Gegensatz zum Täter im Song – nie erwischt worden sei.

## Musikaufnahme
Pink Floyd gingen im Januar 1967 mit ihrem Musikmanagement Blackhill Enterprises ins „Sound Techniques“ Studio nach Chelsea, um Tonite Let’s All Make Love in London einzuspielen. Im Anschluss nahm die Band Matilda Mother, Chapter 24, Interstellar Overdrive sowie Arnold Layne und „Let’s Roll Another One“ (später umbenannt in Candy and a Currant Bun) auf. Nick Mason äußerte später: „Es ist schwierig zu beschreiben, in welcher Situation wir damals steckten. Wir hatten überhaupt keine Ahnung davon, was alles mit uns geschah und was um uns herum passierte. Wir wollten nur Rock’n’Roll-Stars werden und dafür mussten wir eben Singles machen. ‘Arnold Layne’, so dachten wir wenigstens, war ein guter Singlesong.“
Produziert wurde der Song vom Begründer des UFO Clubs, Joe Boyd. In diesem Club begannen Pink Floyd ihre Karriere. Daneben hatte Boyd die Produktionsfirma Witchseason Productions aufgebaut, die 1967 mit Arnold Layne auch die erste Single von Pink Floyd produzierte. Die Single wurde in Mono produziert. Eine Stereofassung wurde nie realisiert, obwohl bei EMI die Voraussetzungen für ein vierspuriges Mastering vorhanden waren.

## Musikvideos
Arnold Layne war einer der ersten Songs der Popgeschichte, zu dem ein Musikvideo gedreht wurde. Ende Februar 1967 produzierte Derek Nice mit Pink Floyd ein Schwarzweiß-Video, bei dem sie am Strand von East Wittering, West Sussex, eine Schaufensterpuppe anzukleiden versuchen. Dieses Promo-Video wurde für 2000 £ erstellt und sollte in der Top-of-the-Pops-Show des BBC im April des Jahres vorgestellt werden, wurde allerdings nicht realisiert, nachdem die Single in den Charts deutlich an Boden verloren hatte.
Ende April 1967 jedoch wurde ein erneuter Anlauf genommen und als Schauplatz die Michael’s Church in Highgate gewählt. Syd Barrett mimt auf dieser filmischen Hinterlassenschaft den Gesangspart des Songs, kurz bevor sein drogenbedingter Absturz begann.

## Titelliste
Beide Titel wurden von Syd Barrett geschrieben.
1. Arnold Layne – 2:52
2. Candy and a Currant Bun – 2:38

## Personelle Besetzung
- Syd Barrett – Gitarre, Leadgesang
- Roger Waters – E-Bass
- Richard Wright – Keyboard, Hintergrundgesang
- Nick Mason – Schlagzeug, Perkussion

## Coverversionen
2006 veröffentlichte David Bowie eine Coverversion des Stückes und schaffte es damit in die TOP 20 der britischen Single-Charts.